# Nikal

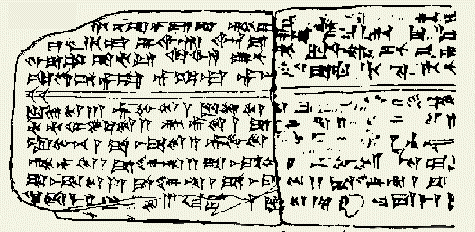
A Nikal-himnusz

Nikal (𒉌𒆗 ni-gal9) hurri közvetítéssel az anatóliai és föníciai régióba kerülő ősi sumer istennő, Ningal változata. Amikor az istennő tisztelői már nem ismerték fel a kéttagú összetételt (nin+gal = nagy asszony), egyszerű hangváltozással a sumer nyelvben gyakran előforduló ng (Ĝ) hangkapcsolatnak tűnő mássalhangzópár átalakult. A Közel-Keleten használt változata így Nikkal és Nigal is lehetett.

## Névváltozatai
A hurrik a ni + gal9 (𒉌𒆗) jelekkel írták. Ezt vették át a hettiták is, náluk a gal9 olvasata kal. Az alapváltozat tehát nigal és nikal ejtésű. A terjedés közben a név különböző változatai alakultak ki:
- 𒀭𒉌𒅅𒆗 lehetséges olvasatai dni(-ik)-kal, dni(-ig)-kal, dni(-ek)-kal, dni(-eg)-kal – normalizált alakban nī(k)kal, nī(g)kal, ni(k)kal, ni(g)kal;
- 𒀭𒉌𒅅𒃲 olvasata dni(-ik)-gal, dni(-ig)-gal, dni(-ek)-gal, dni(-eg)-gal – nīkgal, nīggal, nikgal, niggal;
- 𒀭𒉌𒅅𒂵𒇻 olvasata dni-ik-ga-lu, dni-ig-ga-lu, dni-ek-ga-lu, dni-eg-ga-lu – nīkgalu, nīggalu, nikgalu, niggalu.

Több szövegben u-tövű főnévként ragozták: dni-ik-ka-lu-naacc., dni-ig-ga-lu-unerg., dni-kal-lu-ú-egen., stb.
Ugaritban 𐎐𐎋𐎍 nkl, azaz Nikal, Nakal, Nakil.
A hurri nyelvemlékek az i. e. 14. századig meglehetősen ritkák. Akkor kezdenek el szaporodni, amikor a hurri többségű Kizzuvatna Hatti érdekszférájába került, majd a hettita nyelv hurrizálódása is megkezdődött. Nikal neve már az i. e. 14. századból ismert, az első hurri származású hettita királyné Nikalmati volt.

## A mitológiában
Igazán nagy jelentőségre a szíriai térségben tett szert. Itt a termékenység istennője, aki a gyümölcsök érését segíti. Férje a holdisten, Jarih (yrḫ), csakúgy mint az eredeti sumer mitológiában Nanna, és aki a harmatot adja minden éjjel a gyümölcsöknek. Házasságuk lírai leírása a „Az istenek születése” című eposz. Teljes neve Ni(k)kal-wa-Ib, vagyis a gyümölcshozó. Leányuk Khirkhibi, a nyár istennője, aki nagyjából megfelel a sumer Ningal és Nanna gyermekének, Utu napistennek. Nikal népszerűségére jellemző, hogy sokszor elég az „Ib” jelzővel utalni rá.
Az ugariti feltárások alkalmával találták meg a Nikal-himnusz hurri nyelvű szövegét. Ezt a himnuszt énekelve, hangszeres kísérettel is előadták, a lelet alapján nagyjából rekonstruálható a dallam is, ami így a legrégebbi fennmaradt zenemű a világon.